# Abraham Léon
Abraham Léon, nato Abraham Wejnstok (Varsavia, 1918 – Auschwitz, 7 ottobre 1944), attivista e teorico trotskista di origine ebraica, vittima dell'Olocausto.

## Biografia
Nato Abraham Wejnstock a Varsavia nel 1918,  presto emigra in Belgio cambiando il nome in Abraham Léon.
Fu un attivista del Hashomer Hatzair, movimento giovanile ispirato al socialismo sionista, e divenne capo del ramo belga del movimento.
Nel 1940 ruppe con il sionismo e si unì alla sezione belga della Quarta Internazionale. Divenne un organizzatore e leader contro l'occupazione nazista e il "militarismo" di Winston Churchill, esortando i lavoratori belgi a combattere sia Adolf Hitler che Churchill, secondo il classico approccio leninista di trasformare la seconda guerra mondiale in una guerra civile.
Con Ernest Mandel, Léon è uno dei dirigenti che si occupa di ricostruire la sezione belga della Quarta Internazionale, rimasto senza leader dall'arresto del delegato Léon Lesoil. Léon è stato poi uno dei protagonisti della sostituzione del Segretariato Europeo trotskista.
Abraham Léon è redattore della tesi dal titolo I compiti della Quarta Internazionale in Europa. Un'altra sua opera importante fu La concezione materialistica della questione ebraica.
Léon fu arrestato dai nazisti nel giugno del 1944, a Charleroi. Venne e deportato ad Auschwitz dove morì nelle camere a gas.